# Tetramesa robusta
Tetramesa robusta är en stekelart som först beskrevs av Walker 1871.  Tetramesa robusta ingår i släktet Tetramesa och familjen kragglanssteklar. Inga underarter finns listade i Catalogue of Life.